# 고마바토다이마에역
고마바토다이마에역(일본어: 駒場東大前駅→고마바 도쿄대학앞역)은 일본 도쿄도 메구로구에 위치한 게이오 전철 이노카시라 선의 철도역이다. 역 번호는 IN 03이며, 섬식 승강장 1면 2선의 구조를 갖춘 지상역이다.

## 타는 곳
| 1 | 이노카시라 선 | 하행 | 시모키타자와 · 메이다이마에 · 에이후쿠초 · 구가야마 · 기치조지 방면 |
| 2 | 이노카시라 선 | 상행 | 시부야 방면                                                         |

## 이용 현황
| 연도별 1일 평균 하차 승차 인원 | 연도별 1일 평균 하차 승차 인원 | 연도별 1일 평균 하차 승차 인원 |
| 연도                           | 평균 하차 인원                 | 평균 승차 인원                 |
| ------------------------------ | ------------------------------ | ------------------------------ |
| 1965년                         | 47,703                         |                                |
| 1970년                         | 43,864                         |                                |
| 1975년                         | 43,791                         |                                |
| 1980년                         | 36,919                         |                                |
| 1985년                         | 35,021                         |                                |
| 1990년                         | 36,261                         | 17,868                         |
| 1991년                         |                                | 18,238                         |
| 1992년                         | 18,551                         |                                |
| 1993년                         | 18,323                         |                                |
| 1994년                         | 18,367                         |                                |
| 1995년                         | 37,286                         | 18,445                         |
| 1996년                         |                                | 18,608                         |
| 1997년                         | 18,189                         |                                |
| 1998년                         | 18,008                         |                                |
| 1999년                         | 17,481                         |                                |
| 2000년                         | 35,669                         | 17,575                         |
| 2001년                         |                                | 17,923                         |
| 2002년                         | 36,282                         | 18,074                         |
| 2003년                         | 37,443                         | 18,456                         |
| 2004년                         | 37,390                         | 18,458                         |
| 2005년                         | 37,606                         | 18,619                         |
| 2006년                         | 38,110                         | 18,970                         |
| 2007년                         | 39,017                         | 19,601                         |
| 2008년                         | 39,927                         | 20,071                         |
| 2009년                         | 40,411                         | 20,315                         |
| 2010년                         | 40,024                         | 20,063                         |
| 2011년                         | 39,297                         | 19,682                         |
| 2012년                         | 39,119                         | 19,510                         |
| 2013년                         | 39,813                         | 19,890                         |
| 2014년                         | 38,878                         | 19,408                         |
| 2015년                         | 38,767                         |                                |
| 2016년                         | 39,101                         |                                |

## 역사
- 1933년 8월 1일: 히가시코마바역(東駒場駅)과 니시코마바역(西駒場駅)이 영업 개시.
- 1935년 8월 10일: 히가시코마바 역을 잇코마에역(一高前駅)으로 명칭 변경.
- 1937년: 니시코마바 역을 고마바역(駒場駅)으로 명칭 변경.
- 1951년 12월 1일: 잇코마에 역을 도다이마에역(東大前駅)으로 명칭 변경.
- 1965년 7월 11일: 고마바 역과 도다이마에 역을 통합하여 고마바토다이마에역이 됨.

## 역 주변
- 도쿄 대학
  - 고마바 1 캠퍼스 (교양학부, 대학원 종합 문화 연구과 · 수리 이과 연구과)
  - 고마바 2 캠퍼스 (고마바 리서치 캠퍼스, 선단 과학 연구 기술 센터, 도쿄 대학 생산 기술 연구소)
- 도카이 대학 본부 (정보 디자인 공학부, 법과 대학원)

## 인접 역
| 게이오 전철 이노카시라 선 | 게이오 전철 이노카시라 선 | 게이오 전철 이노카시라 선      |
| ------------------------- | ------------------------- | ------------------------------ |
| IN 02 신센 시부야 방면    | 이노카시라 선             | 이케노우에 IN 04 기치조지 방면 |